# Anne-Sophie Frigout
Anne-Sophie Frigout (Reims, 11 aprile 1991) è una politica francese.
È stata eletta deputata per la seconda circoscrizione della Marna durante le elezioni legislative in Francia del 2022. In precedenza è stata vicepresidente del partito Debout la France.
È stata eletta europarlamentare (MEP) a seguito delle elezioni europee del 2024 ed è stata candidata nella seconda circoscrizione della Marna alle elezioni legislative in Francia del 2024.

## Biografia
Frigout ha insegnato dapprima in una scuola secondaria, poi in un istituto di istruzione superiore a Fismes.
Ha intrapreso la carriera politica aderendo a Debout la France e ricoprendo la carica di vicepresidente del partito. È stata capolista per la Marna alle elezioni regionali del 2015 insieme a Laurent Jacobelli, ma non è stata eletta. Nel 2021 si è candidata nella stessa lista per il Rassemblement National ed è stata eletta.
Si è candidata per DLF nella prima circoscrizione della Marna alle elezioni legislative in Francia del 2017, ma è stata eliminata al primo turno, arrivando al settimo posto. Alle elezioni del 2022 per l'Assemblea nazionale è stata candidata nella seconda circoscrizione della Marna ed è stata eletta.
Il 2 dicembre 2022 la sua elezione è stata annullata dal Consiglio costituzionale. Ha perso il seggio al secondo turno delle elezioni suppletive del 29 gennaio 2023.

## Posizioni politiche
Durante i 5 mesi in cui è stata deputata, Anne-Sophie Frigout ha condotto una campagna contro le zone a basse emissioni (ZFE) in Francia e più in particolare a Reims. Ritiene che le ZFE rappresentino una "segregazione sociale" e che ci sia un "punto di rottura nell'uguaglianza" tra i francesi. Il 29 agosto 2022 ha promosso una petizione contro la zona a basse emissioni di Reims, che secondo quanto affermato da lei ha raccolto più di 10.000 firme a settembre. Il 20 settembre 2022 ha presentato un disegno di legge per vietare le ZFE in Francia. Nel gennaio 2023 sul quotidiano Le Monde afferma di aver raccolto 11.000 firme nella Marna.
Appassionata della causa animale secondo L'Express, Anne-Sophie Frigout sostiene il disegno di legge contro la corrida portato avanti dal deputato Aymeric Caron.

## Vita privata
Dal giugno 2024 è madre di un bambino.